# Tuerca de llanta

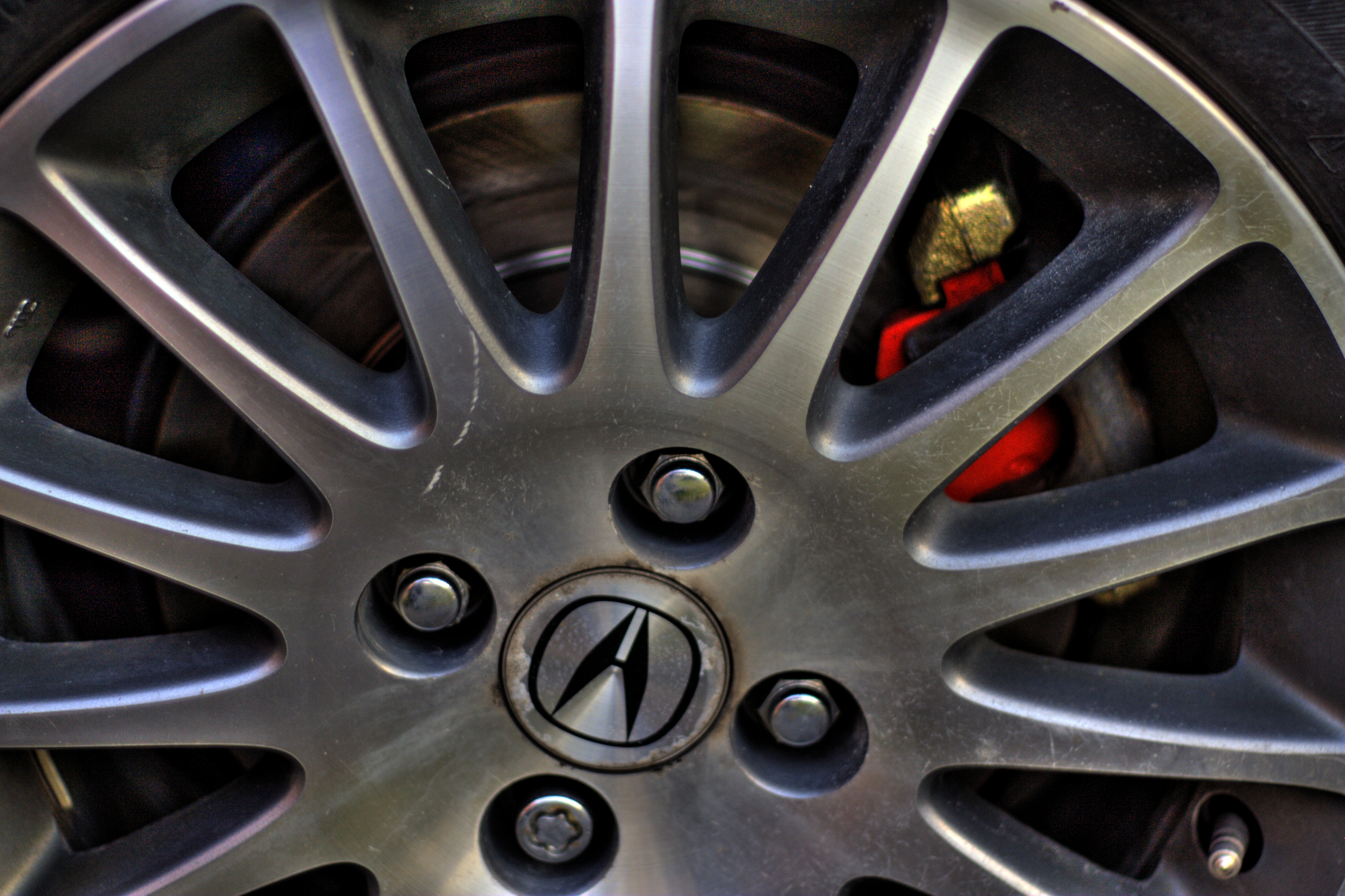
Tuercas de llanta en un Acura

Una tuerca de llanta o tuerca de seguridad es una tuerca usada en las ruedas de los neumáticos de automóviles, camiones y otros vehículos. 
Estos tipos de tuercas tienen un extremo que cubre los tornillos, fijándolos a las ruedas. La tuerca, al tener forma de nuez, en inglés se le conoce como lug nut (nuez de arrastre o tuerca de seguridad).